# Ялхой-Мохк
Ялхой-Мохк (чечен. Ялхой-Мохк) — село в Курчалоевском районе Чеченской Республики. Административный центр Ялхой-Мохкского сельского поселения.

## География
Село расположено на правом берегу реки Гумс, в 20 км к юго-востоку от районного центра — Курчалой и в 60 км к юго-востоку от города Грозный.
Ближайшие населённые пункты: на севере — село Ахкинчу-Борзой, на северо-востоке — село Гансолчу, на востоке — село Турты-Хутор, на юго-востоке — сёла Малые Шуани, на юге — село Хашки-Мохк, на юго-западе — сёла Корен-Беной и Эникали, на западе — село Бельты и на северо-западе — село Хиди-Хутор.

## Этимология
Село Ялхой-Мохк основали шестеро воинов, поэтому оно и называется — Ялх (шесть), хой (стражники), мохк (страна).

## История

### В древности
При раскопках в селении обнаружена пряжка «типа Исти-су» периода Кобанской культуры, учёные датируют её VI—V веками до нашей эры.

### XX век
В 1944 году после депортации чеченцев, и упразднения Чечено-Ингушской АССР, селение Ялхой-Мохк было переименовано в Тлядал и заселён выходцами из соседнего Дагестана.

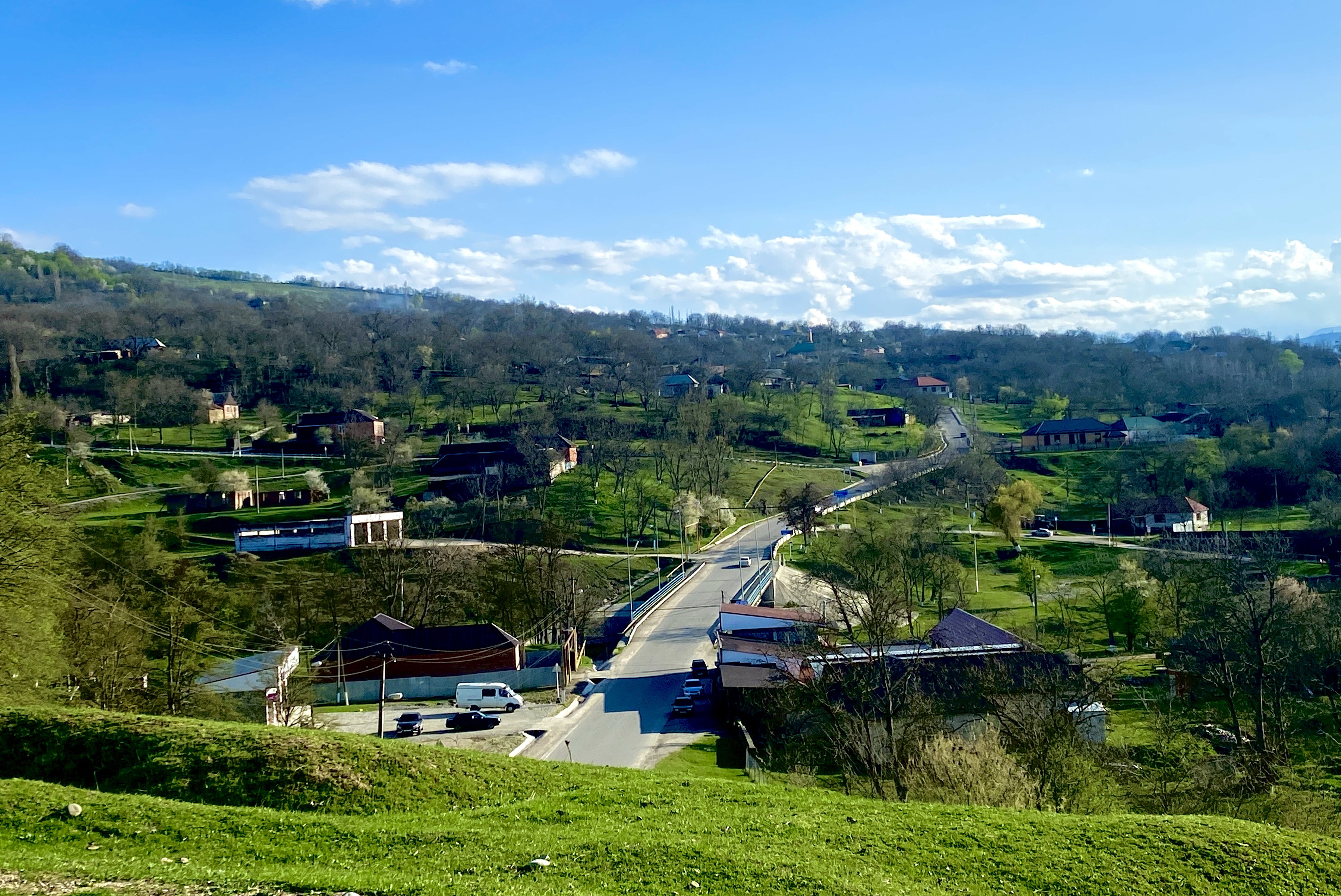
Ялхой-Мохк весной.

После восстановления Чечено-Ингушской АССР, в 1958 году населённому пункту было возвращено его прежнее название — Ялхой-Мохк, выходцы из Дагестана переселены обратно.

## Население
| 1990 | 2002  | 2010  | 2021  | 2023  |
| ---- | ----- | ----- | ----- | ----- |
| 1831 | ↗4049 | ↗4452 | ↘3822 | ↗4538 |

## Галерея

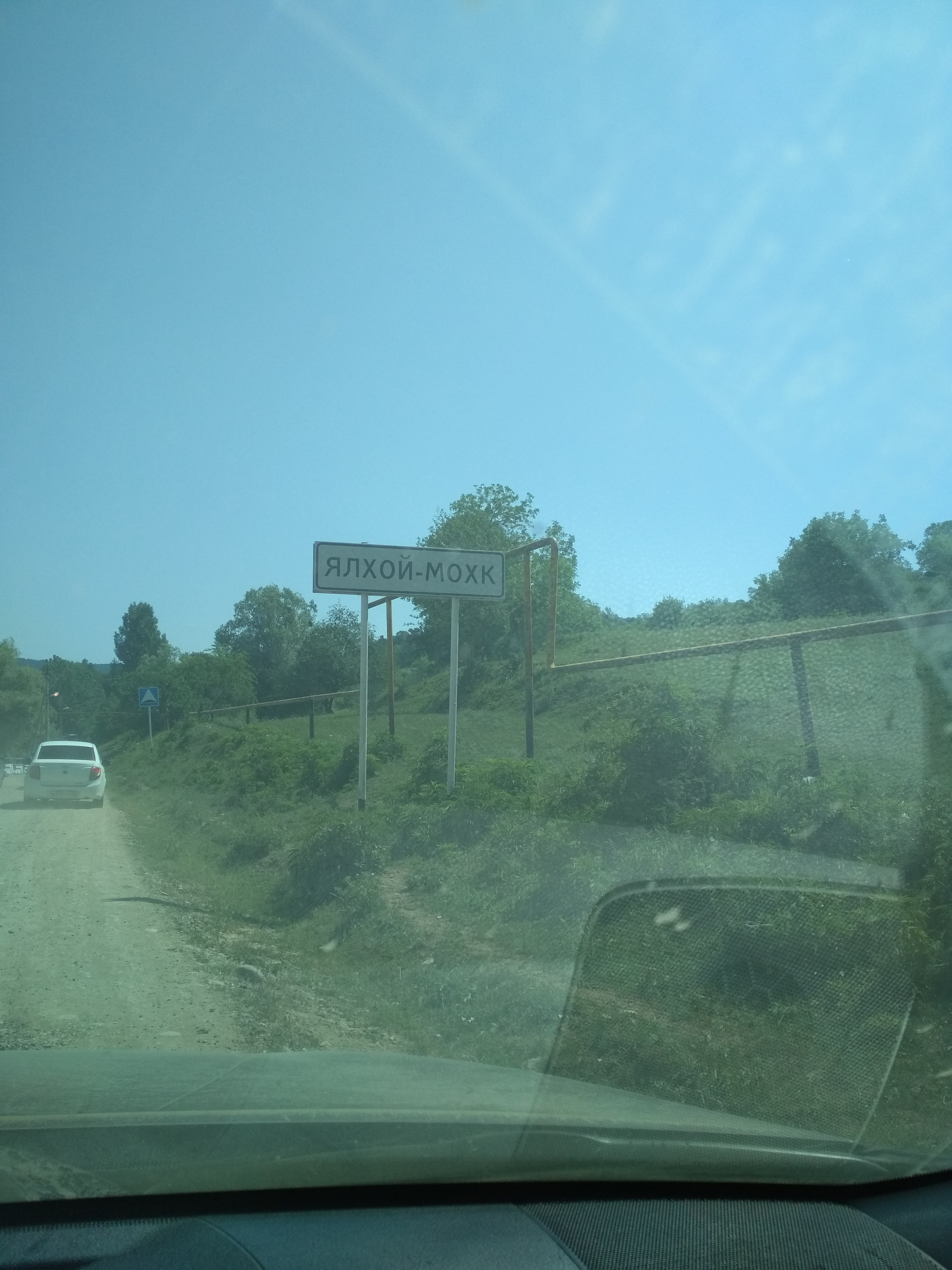
Въезд в село
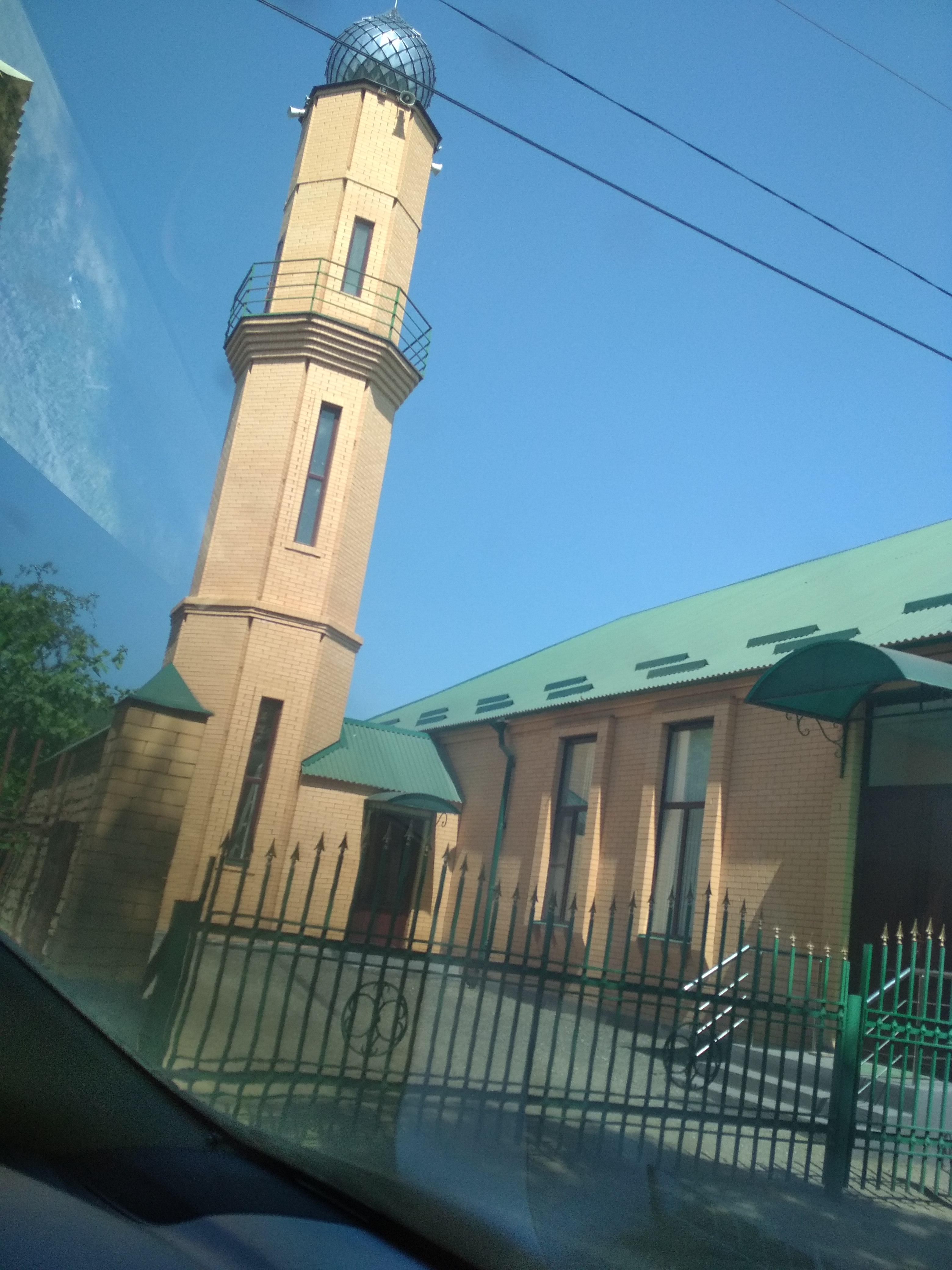
Мечеть в Ялхой-Мохке